# Aesch BL
Aesch je město ve švýcarském kantonu Basilej-venkov. Žije zde přibližně 10 tisíc obyvatel.

## Geografie
Aesch leží na řece Birs v nadmořské výšce 315 metrů mezi jurskými masivy, zvanými Faltenjura (Blauen) a Tafeljura (Gempen). Sousedí s obcemi Duggingen, Pfeffingen, Ettingen, Therwil a Reinach (všechny v kantonu Basilej-venkov) a obcí Dornach v kantonu Solothurn. Aesch je součástí aglomerace města Basilej.
Rozloha obce je 7,39 km², z toho 48 % připadá na zemědělství (včetně vinic), 15 % na lesy, 36 % na zastavěnou plochu a 1 % na neproduktivní půdu.

## Historie

Letecký pohled (1922)

Archeologicky jsou zde doloženy tři římské usedlosti z 1.-4. století a vinice. Raně středověká pohřebiště se nacházejí v lokalitě Steinacker (7. století) a v Saalbünten (části kostela, pravděpodobně 8.–10. století). Toto zjištění zpochybňuje předpoklad, že vesnice Aesch vznikla z Dinghofu z 12. století, k němuž patřil kostel Pfeffingen. Hrad Frohberg (známý jako „Tschöpperli“), který se připomíná v roce 1292 a před rokem 1356 zchátral, založili Schalerové. Jako součást biskupského fojtství Pfeffingen byl Aesch od 13. století až do roku 1519 dědičným lénem hrabat z Thiersteinu a poté byl až do roku 1792 pod správou fojtství Pfeffingen (1583–1792 rod von Blarer). V roce 1566 byla postavena biskupská zděná stodola a v roce 1611 nová biskupská trotta. V roce 1702 se Aesch stal sídlem fojta (Blarerův zámek, postavený v letech 1604–1607, bývalý hostinec) a po vybudování mostu Angenstein se rozvinul v celní středisko. Obyvatelé byli farníky z Pfeffingenu. Od roku 1672 stála ve vsi kaple darovaná rodinou von Blarer. V pozdním středověku se v Klusu nacházel malý klášter, o němž existují jen kusé písemné a archeologické doklady.
Ačkoli Aesch, stejně jako celé panství Pfeffingen, nebyl spojen s městem Basilejí, přijal kolem roku 1529 reformovanou víru. V letech 1582 až 1588 byla obec centrem nakonec úspěšného protireformačního úsilí basilejského biskupa Jakoba Christopha Blarera von Wartensee. Vzhledem ke své pohraniční poloze trpěl Aesch opakovaným drancováním a pleněním, zejména během třicetileté války (1618–1648); historická stavební struktura je proto skromná. Zemědělská obec se díky úrodné půdě, mírnému klimatu a slunným svahům vyznačovala vinařstvím. Jeho význam se odrážel v řemeslné struktuře: v roce 1745 zde bylo šest bednářů a chudí a nádeníci se nechávali najímat u (vinařů). Po krátce trvající Raurachově republice (1792–1793) byl Aesch v letech 1793–1815 pod francouzskou nadvládou (1793–1800 département Mont-Terrible, 1800–1815 département Haut-Rhin), v jejímž rámci se roku 1803 stal samostatnou farností. V roce 1815 se Aesch a celý Birseck staly součástí kantonu Basilej. Aesch poskytl politické a vojenské vůdce (včetně Antona von Blarera) během nepokojů při odluce v roce 1830 a v roce 1830 byl v obci vztyčen strom svobody s heslem „Svoboda nebo smrt“. Převážně agrární charakter si Aesch zachoval až do 20. století. Byly zde také podniky jako Stoecklinova továrna na lana (1865) a Vogelova továrna na plechy a kovové zboží (1876). Prudkému úbytku vinic z 34 hektarů (1846) na 16 hektarů (1906) se podařilo čelit bojem proti škůdcům, vinařským družstvem a slučováním usedlostí, takže dnes má Aesch největší podíl vinic v Basileji-venkově (23 hektarů v roce 1985).
Navzdory rozvoji jurské dráhy Basilej–Delémont (1875) a tramvajové trati Basilej–Aesch (1907) nastal v Aesch průlom v průmyslu a obchodu až po druhé světové válce, kdy se v nových průmyslových zónách usadily kovozpracující, strojírenské a farmaceutické podniky. V roce 1970 otevřela korekce řeky Birs další průmyslové plochy. Počet zemědělských podniků klesl z 88 (1929) na 21 (1980) až 16 (1999). Růst počtu obyvatel vedl k čilé stavební činnosti.

## Obyvatelstvo
| Rok            | 1850 | 1880 | 1900 | 1930 | 1950 | 1970 | 1980 | 1990 | 2000 |
| Počet obyvatel | 998  | 1459 | 1867 | 2809 | 3149 | 6060 | 7954 | 9560 | 9735 |

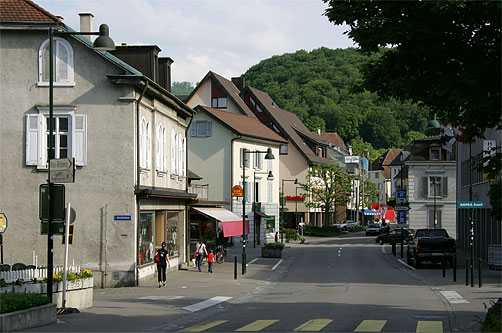
Centrum Aesch

42 % obyvatel se hlásí k římskokatolické církvi a 25 % k reformované evangelické církvi. Podíl cizinců činí 22,2 %. Většina obyvatel (k roku 2000) hovoří německy (8258, tj. 84,8 %), na druhém místě je italština (540, tj. 5,5 %) a na třetím francouzština (139, tj. 1,4 %).

## Doprava

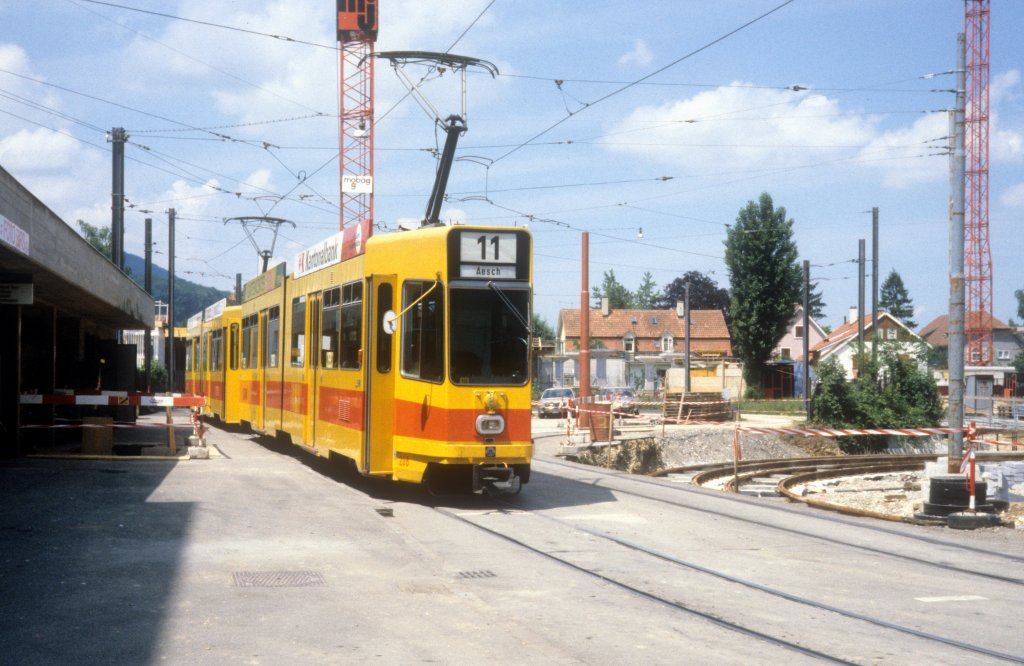
Basilejská tramvaj na lince Basilej–Aesch

Město je dopravně navázáno na Basilej; zajíždí sem několik příměstských autobusových linek. S městem Basilej ho spojuje také tramvajová linka číslo 11 společnosti Baselland Transport AG (BLT). V Aesch se nachází stanice na trati z Basileje do Delémontu, kterou obsluhují v pravidelném intervalu regionální vlaky.

## Partnerská města
- Porrentruy, Švýcarsko